# BAC Strikemaster
BAC 167 Strikemaster byl britský proudový jednomotorový dvoumístný cvičný a lehký bojový letoun z období 60. let 20. století. Jednalo se o vývojový stupeň cvičného letounu Hunting Jet Provost, který sám byl proudovou variantou letounu Percival Provost a původně vzlétl v roce 1950 s hvězdicovým motorem.
Strikemaster je v podstatě ozbrojená verze Jet Provost T Mk 5. Na letounu byla provedena různá vylepšení a úpravy, včetně zdokonaleného proudového motoru Armstrong Siddeley Viper, zbraňových závěsů pro široké spektrum munice, dvojice kulometů pod vstupním ústrojím, vylepšeného systému klapek, větší aerodynamické brzdy, nové komunikační a navigační výbavy, jiného elektrického systému, vystřelovacích sedadel, která prorážejí překryt kabiny a přepracovaného palivového systému včetně nádrží na koncích křídel.
Poprvé vzlétl v roce 1967 a typicky byl vyvážen jako lehký útočný nebo protipovstalecký letoun, nicméně většinu zákazníků tvořily letecké síly hledající pokročilý cvičný letoun. Strikemaster se dočkal boje při několika příležitostech ve službách Ekvádoru, Ománu a Jemenu. Před ukončením výroby v roce 1983 vzniklo celkem 146 letadel. Ještě ve 20. letech 20. století je možné se setkat s tímto typem v provpzu i když se stále většími obtížemi kvůli klesající nabídce náhradních dílů.

## Vývoj

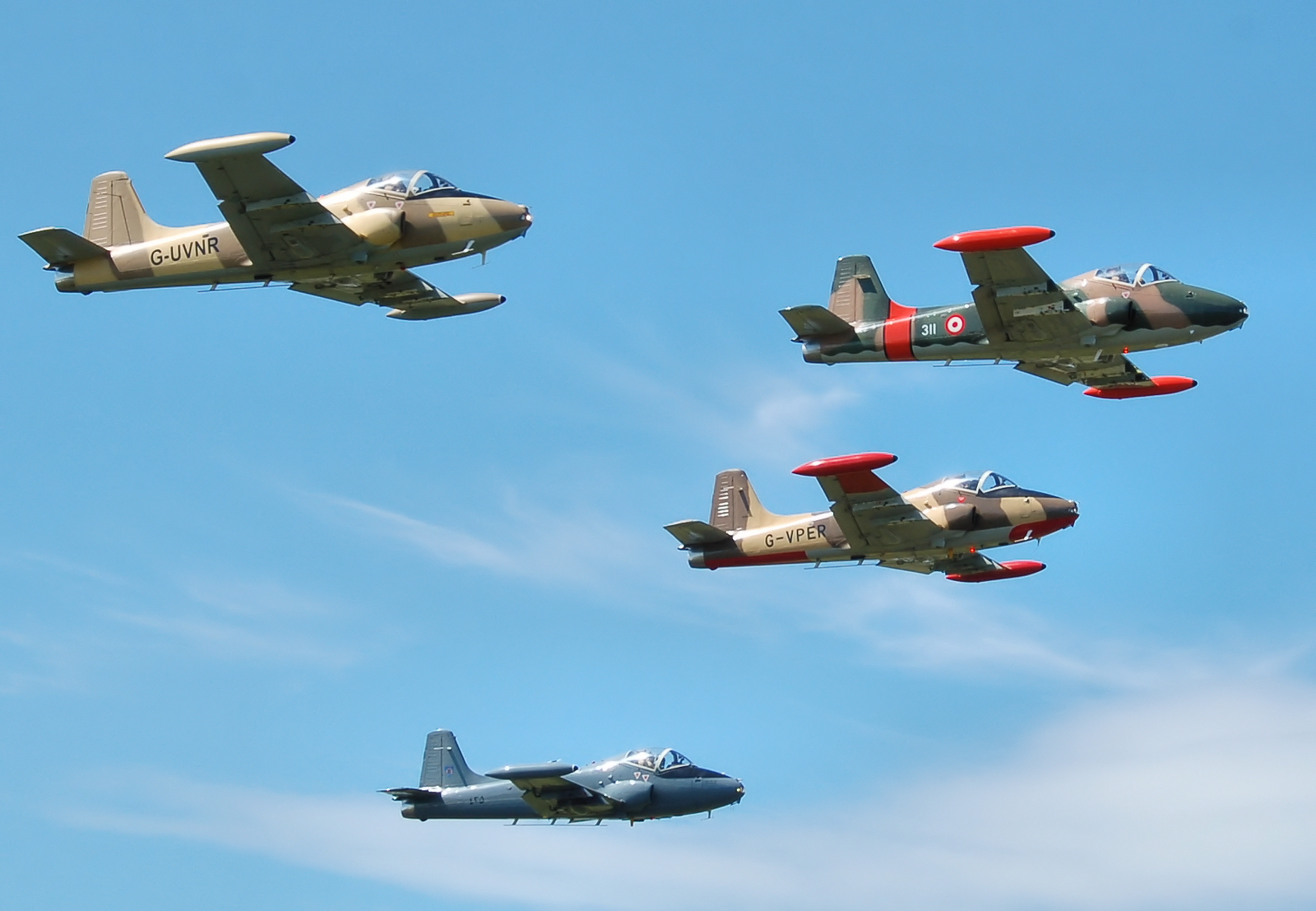
Čtyři BAC Strikemastery britského akrobatického display teamu Team Viper na letišti Cotswold, Gloucestershire, Anglie

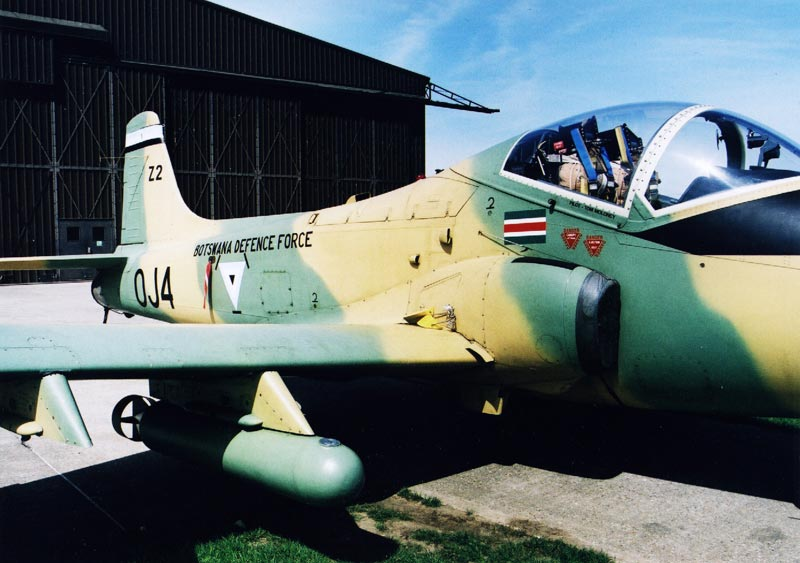
BAC Strikemaster ve zbarvení letectva Botswany.

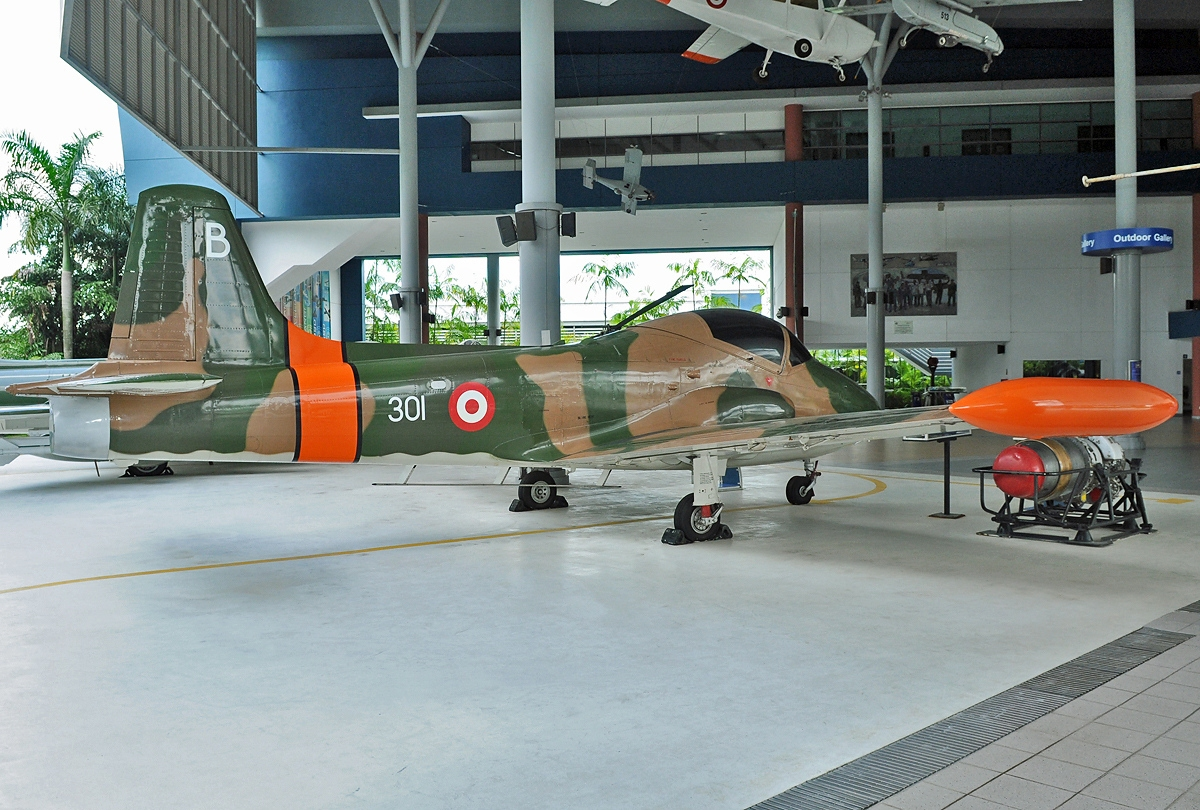
BAC 167 Strikemaster letectva Singapuru

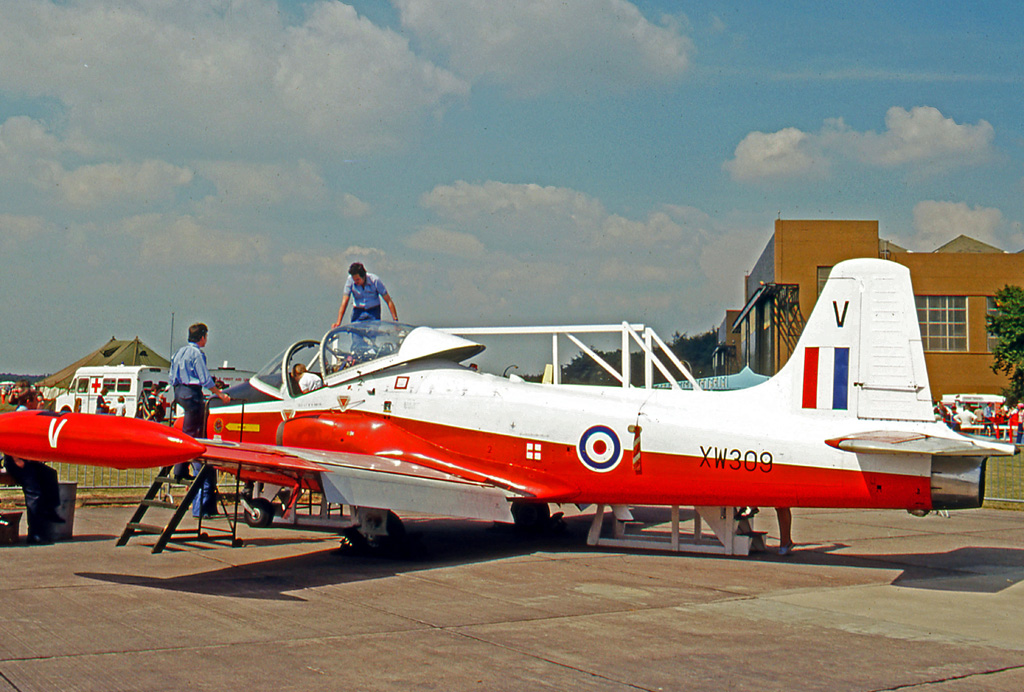
Hunting Jet Provost T.5 (XW309) z No.6 Flying Training School RAF, Finningley, 1977

Vývoj Strikemasteru navazoval na předchozí osvědčené letecké konstrukce, zahájené stavbou prototypu Hunting Percival P.56 Provost podle specifikací T16/48. Vznikl tak dvoumístný cvičný dolnoplošník poháněný pístovým hvězdicovým motorem Armstrong Siddeley Cheetah 18, který byl zalétán 24. února 1950. Druhý prototyp měl již instalovaný hvězdicový motor Alvis Leonides. V porovnávacích zkouškách s konkurenčním strojem Handley Page HPR-2 byl pro své lepší vlastnosti zvolen jako standardní cvičný letoun RAF.
První sériové Provosty T.Mk.1 přebíraly školní výcvikové jednotky RAF od dubna 1953. Po vyrobení 461. stroje, včetně exportních verzí T.51, T.52, T.53 a T.54 byla výroba zastavena.
S přípravou sériové výroby Provostu byl souběžně rozpracován projekt Hunting Percival P.84 Jet Provost u kterého byl pístový motor zaměněn za proudovou jednotku Armstrong Siddeley Viper 101. Prototyp Jet Provost T.1 (XD674) zalétal zkušební pilot R. G. „Dick“ Wheldon 16. června 1954. Ve výrobním závodě v Lutonu bylo vyprodukováno ještě devět dalších vývojových strojů.
Pět kusů Jet Provost T.2 tvořilo vývojový mezistupeň s motorem Viper 102, zkráceným hydraulicky ovládaným podvozkem místo pneumatického, novým krytem kabiny a zlepšenou aerodynamikou trupu.
Jako standardní cvičný letoun RAF byl do sériové výroby zaveden až Jet Provost T.3 s pohonnou jednotkou Viper ASV Mk.9 o tahu 7,78 kN. T.3 byl vybaven dvojicí vystřelovacích sedadel Martin Baker a koncovými křídelními palivovými nádržemi. Od podepsání objednávky na sériovou výrobu 8. února 1957 opustil montážní linku 201 letoun.
Předchozí verzi nahradil ve výrobě Jet Provost T.4 určený k rozšíření pilotního výcviku až po pokračovací stupeň. První prototyp byl upraven z verze T.2, další dva stroje vznikly přestavbou letounů T.3. Prototypy poprvé vzlétly v červenci a srpnu 1960, první sériový exemplář s motorem Viper 11 o tahu 11,116 kN v roce 1961. První stroje RAF přebíralo od listopadu 1961, poslední až v polovině roku 1964.
Z verzí T.3 a T.4 byly odvozeny exportní letouny Jet Provost T.51 (22 kusů) a T.52 (46 kusů) pro Cejlon, Kuvajt, Súdán, Irák, Jižní Jemen a Venezuelu. Hlavňová výzbroj byla tvořena dvojicí kulometů FN ráže 7,62 mm, na dva křídelní závěsníky bylo možno umístit pumy a rakety.
30. listopadu 1964 byla s výrobcem podepsána objednávka na produkci 110 sériových strojů Jet Provost T.5 s přetlakovým kokpitem a novým křídlem. Po znárodnění části leteckého průmyslu a začlenění do British Aircraft Corporation se tovární označení letounu změnilo na BAC 145. První dva zkušební prototypy vznikly přestavbou posledních dvou sériových T.4 (XS230 a XS231). Z XS230 se stal typ BAC 164, který s motorem Viper 522 a křídelními závěsníky představoval prototyp T.5.
Z XS231 vznikl letoun BAC 166, tvořící zkušební prototyp poslední vývojové bitevní verze BAC 167 Strikemaster. Po uzavření výrobního závodu v Lutonu z důvodu odprodeje společnosti Vauxhall Motors byl letoun BAC 164 přetažen po silnici do Wartonu, kde piloti Jimmy L. Dell a R. T. Stock provedli 28. února 1967 první let.
Exportní verze BAC 145/T.5 byla označena T.55 a v počtu 25 strojů předána Súdánu. RAF převzalo první letoun T.5 4. září 1969, poslední Jet Provost T.5 (XW438) 6. října 1972. Jet Provosty používala také celá řada akrobatických skupin, mj. Sparrows, Red Pelicans, Redskins, Black Jacks, Macaws, Magistrates, Vipers, Blades, Lnton Gin, Cocks o'the North, Gemini Pair a Poachers.
Prototyp BAC 167 (imatrikulace G-27-8) poprvé vzlétl z letiště Warton 26. října 1967. Pohon zajišťoval jeden turbokompresorový motor Rolls-Royce Viper 20F20 Mk.535 o maximálním tahu 15,16 kN. Kromě kulometů FN mohl být Strikemaster vyzbrojen všemi standardními pumami NATO do hmotnosti 340 kg, kontejnery SNEB s 18 raketami ráže 68 mm a kontejnery s kulomety ráže 12,7 mm. Na všechny závěsníky mohlo být upevněno také po čtyřech raketách SURA R80.
Od roku 1968 převzala Saúdská Arábie 25 kusů Strikemaster Mk.80, čtveřici Mk.81 zakoupil Jižní Jemen, 12 Mk.82 obdržel Omán a stejné množství Mk.83 odebral Kuvajt. Strikemaster Mk.84 bylo označení 16 strojů pro Singapur, který později odebral ještě 5 letounů z Ománu. BAC 167 Strikemaster Mk.87 byl vyroben v počtu 6 kusů pro Keňu, 10 Mk.88 převzalo Royal New Zealand Air Force a 16 Mk.89 odkoupil Ekvádor. Saúdská Arábie později navýšila objednávku na 21 kusů Strikemaster Mk.80A, obdobně tomu bylo i u 12 doobjednaných Mk.82A Ománem. RNZAF později rovněž přiobjednalo 6 Strikemasterů.
Kromě novovýroby prošlo výrobním komplexem BAC v letech 1973-1976 celkem 177 Jet Provostů RAF, které byly modifikovány zástavbou pokročilejšího radionavigačního vybavení.

## Konstrukce
Dvoumístný, jednomotorový proudový cvičný a lehký bitevní letoun, schopný nasazení i jako průzkumný. Koncepcí jde o celokovový samonosný dolnoplošník s lichoběžníkovým křídlem, jednoduchými ocasními plochami a příďovým zatahovacím podvozkem. Křídlo letadla má vzepětí 5 stupňů, úhel nastavení je 1 stupeň 30 minut. Pro zajištění dobrých vlastností stroje při přetažení je křídlo letounu aerodynamicky zkroucené. V dvoumístné kabině sedí osádka vedle sebe, na vystřelovacích sedačkách Martin-Baker Mk.4.

## Služba

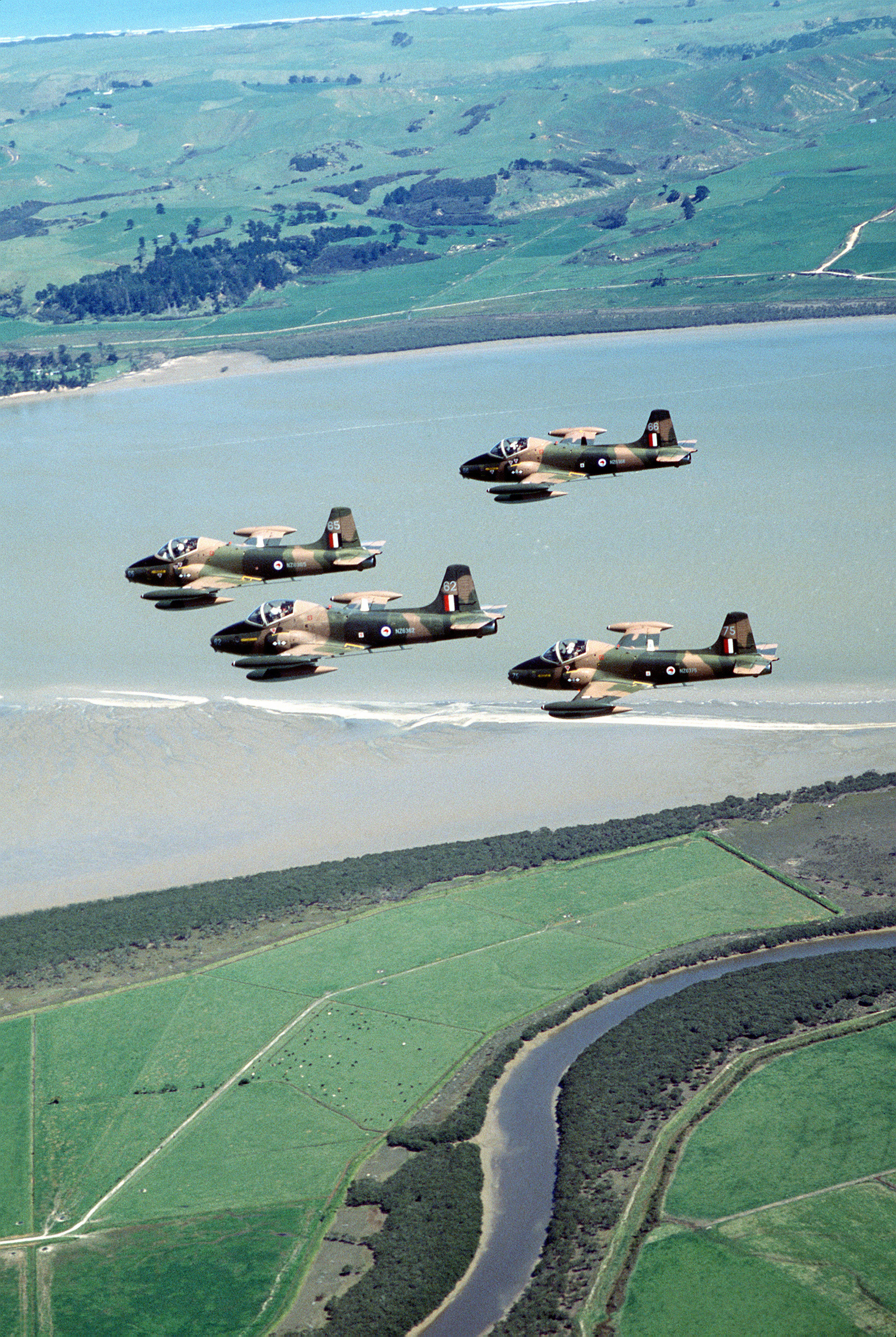
BAC Strikemaster Mk.88 novozélandského letectva roku 1984

Během května 1966 se Saúdská Arábie stala první zemí, která tento typ objednala, a rozhodla se pro počáteční várku 25 letounů Strikemaster Mk 80 jako součást širší objednávky protivzdušné obrany. 26. srpna 1968 převzalo saúdskoarabské letectvo své první exempláře; dodávky pokračovaly až do května 1978. V saúdských službách byl Strikemaster používán jak při výcviku, tak v roli lehkého útočného letounu.
Dalším klíčovým raným zákazníkem pro Strikemaster byl Omán, který si tento typ objednal v roce 1967 a převzal dodávku v létě 1969. Při několika příležitostech během Dafárského povstání provedlo s tímto typem Královské letectvo Ománu bojové mise, přičemž první údery byly údajně provedeny v říjnu 1969. Zvláště pozoruhodné střetnutí nastalo v červenci 1972, která se od té doby označuje jako bitva o Mirbat; celkem čtyři ománské Strikemastery poskytovaly blízkou leteckou podporu silně přečísleným pozemním silám, které byly pod útokem zhruba 300 povstalců. V průběhu konfliktu byly sestřeleny tři Strikemastery, včetně jednoho, který byl údajně poslán k zemi střelou země-vzduch SA-7.
Během časných sedmdesátých let představilo keňské letectvo Strikemaster jako součást širšího modernizačního programu. Keňská flotila často operovala v těsném spojení se svou první bojovou proudovou stíhačkou Hawker Hunter.
Po vzniku Botswanského leteckého křídla v dubnu 1977 uprostřed eskalujícího regionálního napětí, získali devět zrekonstruovaných Strikemasterů, které dříve létaly v Keni a Kuvajtu. Během pozdních devadesátých lét byl typ stažen a nahrazen použitými letouny Canadair CF-5; většina přeživších letadel byla prodána soukromému sektoru.
Ekvádorské letectvo nasadilo Strikemaster během krátké cenepské války v roce 1995, kdy prováděly pozemní nálety proti peruánským pozicím. Ekvádorský Strikemaster havaroval během výcvikové mise v oblasti severní hranice poblíž Kolumbie dne 25. března 2009. Oba piloti se katapultovali; jeden později zemřel na zranění způsobená během pokusu o záchranu.
Strikemaster byl také provozován několika soukromými podniky, jako je Blue Air Training a Global Aviation; tyto podniky je obvykle využívaly k provádění školících činností.
Operace podle typu byly omezeny většinou vojenských uživatelů poté, co novozélandské královské letectvo zjistilo únavové praskání křídel jeho letadel. Na konci roku 2010 došlo k nedostatku několika klíčových komponentů, jako jsou brzdy a startovací generátory, a proto bylo stále obtížnější udržet Strikemaster v letuschopném stavu. Mnoho letadel vyřazených Botswanou, Novým Zélandem, Saúdskou Arábií a Singapurem je v muzeích a soukromých sbírkách.

## Varianty

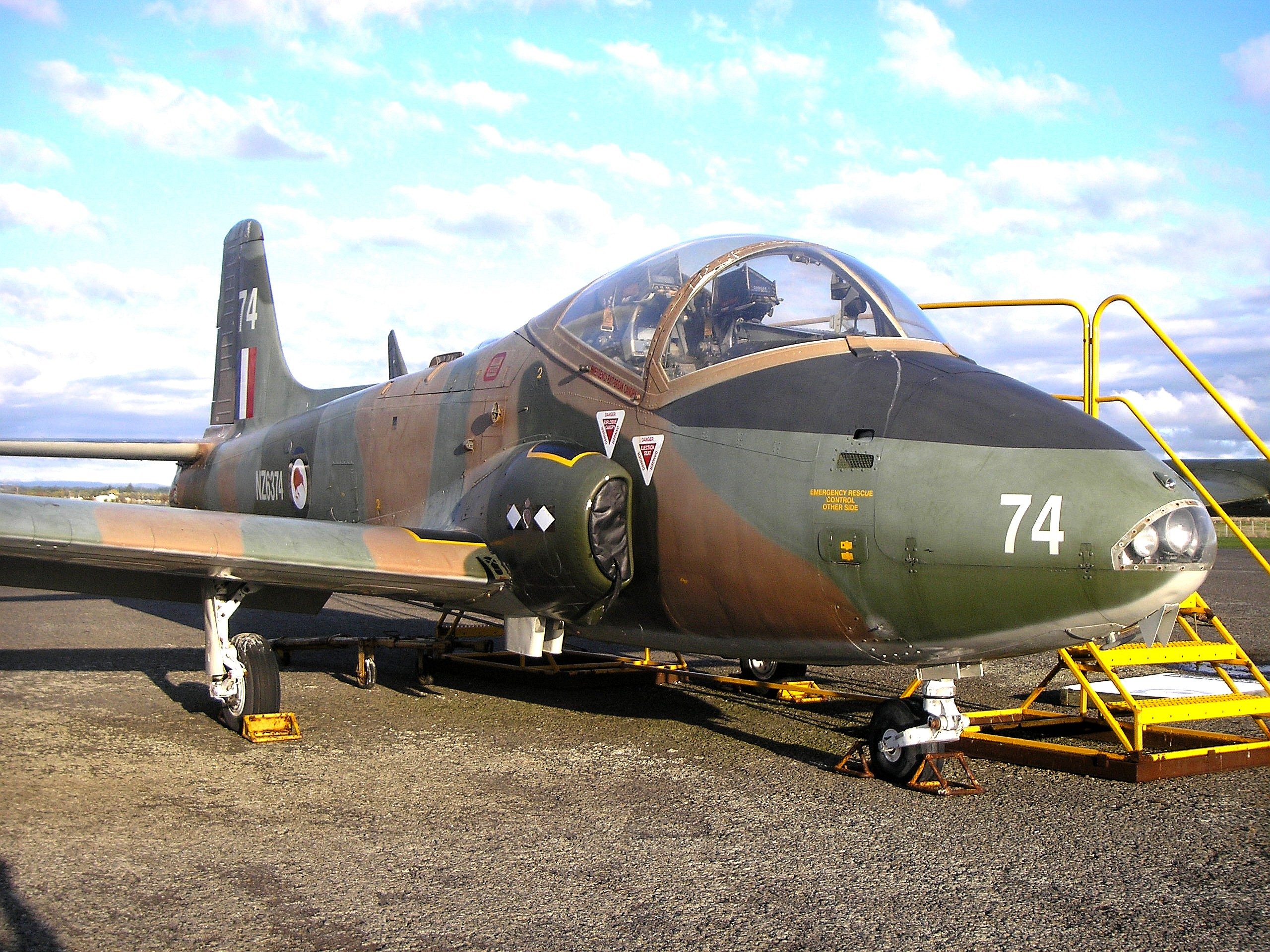
Tento BAC Strikemaster byl vyfotografovaný 14 let poté, co byl vyřazen a stále v barvách 14. perutě RNZAF.

- Strikemaster Mk 80 : Exportní verze pro Saúdskou Arábii, 25 letounů.
- Strikemaster Mk 80A: 22 letadel bylo prodáno do Saúdské Arábie v rámci následné objednávky.
- Strikemaster Mk 81 : Exportní verze pro Jižní Jemen, 4 letouny.
- Strikemaster Mk 82 : Exportní verze pro Omán, 12 letounů.
- Strikemaster Mk 82A: 13 letadel bylo prodáno do Ománu jako druhá objednávka.
- Strikemaster Mk 83 : Exportní verze pro Kuvajt, 12 letounů.
- Strikemaster Mk 84 : Exportní verze pro Singapur, 16 letounů.
- Strikemaster Mk 87 : Exportní verze pro Keňu, 6 letounů.
- Strikemaster Mk 88 : Exportní verze pro Nový Zéland, 16 letounů.
- Strikemaster Mk 89 : Exportní verze pro Ekvádor, 22 letounů.
- Strikemaster Mk 89A: 6 bylo prodáno do Ekvádoru jako druhá objednávka.
- Strikemaster Mk 90 : Exportní verze pro Súdán, 4 letouny.

### Výroba
- Strikemaster 80: 136
- Strikemaster 90: 10

## Specifikace (BAC 167 Strikemaster)
Údaje dle

### Technické údaje
- Osádka: 2
- Rozpětí: 11,251 m
- Délka: 10,248 m
- Výška: 3,098 m
- Nosná plocha: 19,853 m²
- Hmotnost prázdného letounu: 2682 kg
- Vzletová hmotnost: 4170 kg
- Maximální vzletová hmotnost: 5212 kg
- Pohonná jednotka: 1 × proudový motor Rolls-Royce Bristol Viper Mk 535[1]
- Tah pohonné jednotky: 3 410 lbf (15,2 kN)[1]

### Výkony
- Maximální rychlost:
  - ve výšce 6096 m (20 000 stop): 759 km/h
  - u země: 722 km/h
- Mezní rychlost: 833 km/h
- Doba výstupu do 9144 m (30 000 stop): 8,45 min
- Praktický dostup bez závěsníků a výzbroje: 13 411 m (44 000 stop)
- Počáteční stoupavost: 26,6 m/sec
- Dolet s přídavnými nádržemi: 2 598 km
- Taktický dolet s podvěšenou výzbrojí: 233 km

### Výzbroj
- 2 × kulomet ráže 7,62 mm s 550 náboji na hlaveň[1]
- 4 × závěsník výzbroje pro pumy, neřízené rakety nebo odhoditelné přídavné nádrže do celkové hmotnosti 1 200 kg[5]